# Don Swayze
Donald Carl „Don” Swayze (ur. 10 sierpnia 1958 w Houston) – amerykański aktor filmowy, teatralny i telewizyjny, kaskader.

## Życiorys

### Wczesne lata
Urodził się w Houston w stanie Teksas jako drugi syn i jedno z pięciorga dzieci Patsy Yvonne Helen (z domu Karnes), instruktorki tańca, i Jessego Wayne’a Swayzego (zm. w listopadzie 1982), inżyniera chemicznego roślin. Miał dwóch braci: starszego Patricka (ur. 18 sierpnia 1952, zm. 14 września 2009) i młodszego Seana Kyle’a (ur. 13 października 1962) oraz dwie siostry – Vicky Lynn (1949–1994) i adoptowaną Bora Song (Bambi). Był dalekim kuzynem Johna Camerona Swayzego (w 7-8. pokoleniu), komentatora wiadomości i gospodarza teleturniejów z amerykańskiej telewizji lat 50. Podobnie jak jego rodzeństwo, wychowywał się w wierze rzymskokatolickiej matki.

### Kariera
Studiował aktorstwo pod kierunkiem Miltona Katselasa w The Beverly Hills Playhouse. W 1980 tańczył dla Johna Travolty w filmie Miejski kowboj (Urban Cowboy). Debiutował jako aktor w telewizyjnej komedii NBC Poślubić modelkę (I Married a Centerfold, 1984) obok Timothy’ego Daly’ego i Diane Ladd.
Potrafił grać na kilku instrumentach i był bardzo dobry w akrobacji, co otworzyło mu drzwi do pracy jako kaskader m.in. w filmie Strefa zrzutu (Drop Zone, 1994) z udziałem Wesleya Snipesa i Gary’ego Buseya, Poszukiwany (Most Wanted, 1997) z Keenenem Ivory Wayansem i Jonem Voightem i Listy od zabójcy (Letters from a Killer, 1998) z jego bratem Patrickiem Swayze.
W 2001 wystąpił na scenie Simi Valley Cultural Arts Center jako Pedro w musicalu Człowiek z La Manchy (Man of La Mancha) Dale’a Wassermana. W 2005 w Beverly Hills Playhouse zagrał Roya w sztuce Lone Star. W 2011 w Edgemar Theater w Santa Monica w Kalifornii odniósł sceniczny sukces kreacją sierżanta amerykańskich sił zbrojnych Dona Simpsona (w stanie spoczynku), rannego weterana wojny w Wietnamie w sztuce Jane Fonda: W trybunale opinii publicznej (Jane Fonda: In the Court of Public Opinion) z Anne Archer.

### Życie prywatne
W wolnym czasie to zapalony rowerzysta i spadochroniarz, brał udział w krajowych wyścigach rowerów górskich.
31 grudnia 1985 poślubił Marcię. Mają córkę Danielle (ur. 8 kwietnia 1988). W 1993 rozwiedli się. 26 czerwca 2014 ożenił się po raz drugi z Charlene Lindstrom.

## Filmografia

### Filmy fabularne
- 1980: Miejski kowboj (Urban Cowboy) jako tancerz
- 1984: Poślubić modelkę (I Married a Centerfold, TV) jako aktor #2
- 1985: J.O.E. i pułkownik (J.O.E. and the Colonel, TV) jako Max Carney
- 1986: Książę Bel Air (Prince of Bel Air, TV) jako Darryl
- 1987: Powiew śmierci (W.A.R.: Women Against Rape) jako Andy
- 1987: Cisi ludzie (Shy People) jako Mark
- 1988: Żywi lub martwi (The Tracker, TV) jako Brewer
- 1988: Alamo: Książę wolności (Alamo: The Price of Freedom) jako James Bonham
- 1989: Przemoc na autostradzie (Driving Force) jako Nelson
- 1989: Trapper County War jako Walt Luddigger
- 1990: Świat według Słomy (The World According to Straw, TV) jako Abalone
- 1991: Punkt honoru (Edge of Honor) jako Ritchie
- 1991: Zemsta (Payback) jako Jeremy
- 1992: Pierścień śmierci (Death Ring) jako John Blackwell
- 1993: Zbrodnia po godzinach (Beyond Suspicion, TV) jako Biker
- 1993: Beach Babes from Beyond jako Gork
- 1993: Zmuszony do walki (Forced to Kill, TV) jako Dwayne
- 1993: Oczami przybysza (Eye of the Stranger) jako Rudy
- 1993: Oszukana (Broken Trust) jako Srżt. Barnes
- 1994: Poza podejrzeniem (Beyond Suspicion, TV) jako Duke
- 1994: Pontiakiem na Księżyc (Pontiac Moon) jako Local
- 1994: Ten obcy (Sexual Malice) jako Curran
- 1995: Digital Man jako Billy
- 1995: Ojciec dla Charliego (A Father for Charlie) jako Reuben Cantwell
- 1996: Zapach pieniędzy (Squanderers) jako Scott
- 1998: Pociąg skazańców (Evasive Action) jako Ian Kellen
- 1999: Zagadka proroka (The Prophet's Game) jako Joseph Highsmith
- 2003: Zdrada (Betrayal) jako Fred
- 2004: Knuckle Sandwich jako Lenny
- 2005: Zatrute źródło (Waterborne) jako Otis
- 2006: Na ostrzu: Droga po złoto (The Cutting Edge: Going for the Gold) jako Niemiły facet
- 2006: Nawiedzenie Matki Boskiej (The Visitation) jako Abe
- 2007: Tajemnicza kobieta: W cieniu (Mystery Woman: In the Shadows, TV) jako Bishop
- 2008: Gorączka prerii (Prairie Fever) jako James
- 2009: Błękitny deszcz (Powder Blue) jako ochroniarz
- 2012: Heathens and Thieves jako pułkownik Sherman Rutherford
- 2013: Lizzie jako Daniel Allen

### Seriale TV
- 1983: Dni naszego życia (Days of Our Lives) jako Rip
- 1985: Street Hawk jako Pug
- 1986: Tall Tales & Legends jako Groom
- 1986: Jeden plus dziesięć (1st and Ten) jako Clay Daniels
- 1986: Upadły facet (The Fall Guy) jako Stretch
- 1986: Prawnicy z Miasta Aniołów jako William Dollar
- 1989: Łowca (Hunter) jako Lyle
- 1989: Paradise, znaczy raj (Paradise) jako Langston
- 1989: Matlock jako Tommy Jenks
- 1991: Napisała: Morderstwo jako Edge Potter
- 1991: Dragnet jako Pete Brown
- 1992: Columbo jako  Albert Wagner
- 1993: Renegat jako John Poe
- 1993: Napisała: Morderstwo jako Gus Tardio
- 1993: Renegat jako T-Bone
- 1995: Nowe przygody Supermana (Lois & Clark: New Adventures of Superman) jako Jesse James
- 1995: Land's End jako Thomas Dwayne Boller
- 1995: Nowojorscy gliniarze jako Alex
- 1995: Strażnik Teksasu (Walker, Texas Ranger) jako Harry Peterson
- 1998: Siedmiu wspaniałych (serial telewizyjny) (The Magnificent Seven) jako Gage Lawless
- 1998: Portret zabójcy (Profiler) jako Gelb
- 1999–2000: Z życia gwiazd (Movie Stars) jako Don Swayze
- 2000: V.I.P. jako Merrick
- 2000: Faktor X – niewiarygodne! (Beyond Belief: Fact or Fiction) jako William Pope
- 2001: Babski oddział (The Division) jako Elvin 'Tupelo' Seaforth
- 2002: Z Archiwum X jako Terry Pruit
- 2002: V.I.P. jako Merrick
- 2003: Wstrząsy (Tremors) jako Orville James
- 2003–2005: Carnivàle jako Tattooed Man
- 2004: Babski oddział (The Division) jako Gary Gold
- 2004: Agenci NCIS (NCIS) jako Logan Clay
- 2005: Miłość z o.o. (Love, Inc.) jako Troy
- 2005: Czarodziejki jako Lucius
- 2005: CSI: Kryminalne zagadki Miami jako Norm Buford
- 2005: Bez śladu (Without a Trace) jako Randy Stone
- 2006: Shark jako Beau Dawkins
- 2006: Na imię mi Earl (My Name Is Earl) jako Bail Bonds Man
- 2007: Zabójcze umysły (Criminal Minds) jako Charles Hankel
- 2007: Dowody zbrodni (Cold Case) jako Grant Hall - 2007
- 2008: CSI: Kryminalne zagadki Las Vegas jako Dave Bohr
- 2009: Głowa rodziny jako Patrick Swayze (głos)
- 2010: Żar młodości (The Young and The Restless) jako Shaw Roberts
- 2010: Pasażer (Passenger) jako Kylek
- 2010: Czysta krew (True Blood) jako Gus
- 2010: U nas w Filadelfii (It's Always Sunny in Philadelphia) jako Ray
- 2011: Dni naszego życia (Days of Our Lives) jako Pawn Broker
- 2012: Wilfred jako Shady Guy
- 2013: The Bridge: Na granicy (The Bridge) jako Tampa Tim
- 2013: Hawaje 5-0 jako Lloyd Grimes
- 2013: Southland jako Gus Jameson
- 2014: Synowie Anarchii (Sons of Anarchy) jako Carl Egan
- 2017: Szpital miejski jako Buzz
- 2017: Głowa rodziny jako Patrick Swayze (głos)
- 2019: American Horror Story jako Roy
- 2019: Strażnicy miasta jako Angie D.